# Onychomolophilus
Onychomolophilus is een ondergeslacht van het geslacht van insecten Molophilus binnen de familie steltmuggen (Limoniidae).

## Soorten
Deze lijst van 3 stuks is mogelijk niet compleet.
- M. (Onychomolophilus) equisetosus (Alexander, 1934)
- M. (Onychomolophilus) gidya (Theischinger, 1992)
- M. (Onychomolophilus) piggibilla (Theischinger, 1992)